# Distenia dohertii
Distenia dohertii är en skalbaggsart som beskrevs av Charles Joseph Gahan 1906. Distenia dohertii ingår i släktet Distenia och familjen långhorningar. Inga underarter finns listade i Catalogue of Life.